# John Michael Herndon
John Michael Herndon (* 24. Februar 1955 in Jefferson City, Missouri; † 3. August 2022 in Missouri) war ein US-amerikanischer Schauspieler.

## Leben
Herndon war der Sohn von Ronald „Fritz“ und Marguerite Herndon. Er wurde in Jefferson City geboren und wuchs in Linn im US-Bundesstaat Missouri auf. Er hatte vier ältere Schwestern namens Kathleen, Teresa „Terry“, Ronda und Noel: er nannte diese zusammen mit seiner Mutter Marguerite „seine fünf Mütter“.
1960 zog die Familie zurück nach Jefferson City, wo er bis 1973 die Jefferson City High School besuchte. Bereits an der High School nahm Herndon, der von Familie und Freunden nur Michael, John Michael oder J.M. genannt wurde, an Schauspielkursen teil. Nach der High School besuchte er das College. An der Lincoln University war er Mitglied des Chors in einer Musical-Produktion von Hello, Dolly!, mit der er auch für mehrere Wochen in Irland auf Tournee war. Neben dem Studium fuhr er den Schulbus seiner ehemaligen High School und sang auf Hochzeiten.
Nach zwei Jahren wechselte er an die Missouri State University, an der er schließlich seinen Master of Arts in Theaterwissenschaften machte – mit den Schwerpunkten Film und Schauspiel. Als Abschlussarbeit schrieb er das Buch A History of the Southwest Minnesota State University Ozarks Spring Interpretation Festival and its Evolution into the Ozarks Performance Festival.
Im Frühjahr 1985 zog er nach Los Angeles, wo er in den ersten Jahren weitere Bühnenerfahrung sammelte und sich auch in Stand-up-Comedy versuchte. Um sich zu finanzieren, arbeitete John Michael zunächst als Filmkoordinator des California Plaza in Los Angeles und hatte Mitte der 1990er Jahre erste Rollen vor der Kamera; er verwendete ab diesem Zeitpunkt seinen Geburtsnamen John Michael Herndon als professionellen Bühnennamen und trat 1995 der Schauspielergewerkschaft Screen Actors Guild bei – heute SAG-AFTRA.
Herndon lebte über 35 Jahre lang in Los Angeles, besuchte aber regelmäßig seine Familie in seiner Heimat Missouri. 2005 kehrte er für ein Jahr aus Los Angeles zurück, um seine Schwester zu unterstützen, die an einer unheilbaren Krebserkrankung litt. Nach seiner eigenen Erkrankung am Lou-Gehrig-Syndrom (ALS) lebte er bei seiner Familie, die ihn in den letzten Monaten seiner Erkrankung betreute. Er verstarb im Alter von 67 Jahren und wurde von seinen Schwestern Noel und Ronda überlebt.

## Karriere
Während seiner Zeit an der Missouri State University spielte er in zwei Stücken die Hauptrolle am Coger Theatre und eine weitere Hauptrolle in School for Wives am Lincoln Theatre.
Nach seinen Anfangsjahren in Los Angeles hatte er Mitte der 1990er Jahre erste Rollen in Pamela – Jung und verführerisch (1994) und Crispy, Crackers, and Beans (1995). Sein Durchbruch in größeren Fernsehproduktionen kam mit einem Auftritt in Buffy – Im Bann der Dämonen, in der er einen Vampir darstellte. In der Fernsehserie Criminal Minds verkörperte er in einer Doppelfolge einen an Schizophrenie leidenden Vater an der Seite von Joe Mantegna, der auch Regie führte. In der Seifenoper Schatten der Leidenschaft spielte er einen Obdachlosen.
Er war auch in Filmen wie Dolemite Is My Name an der Seite von Eddie Murphy zu sehen und in 300: Rise of an Empire als römischer Senator, der Fortsetzung von Zack Snyders Werk 300. Herndon hatte Auftritte in über zwanzig Kurzfilmen des Filmprogramms des American Film Institute (AFI) und galt aufgrund seiner Vielseitigkeit als Favorit vieler Jungregisseure. Einen letzten Auftritt vor der Kamera hatte er im Jahr 2021 in der Miniserie Colin in Black & White.
Herndon blieb über die Jahre dem Theater als Schauspieler treu, half aber auch hinter der Bühne beim Kostüm und dem Kulissenbau; er galt vielen als Mentor. Im deutschen Sprachraum wurde Herndon unter anderem von Matthias Klages synchronisiert.

## Filmografie (Auswahl)
- 1994: Pamela – Jung und verführerisch
- 1995: Crispy, Crackers, and Beans
- 2000: Arrest & Trial (Dokumentation)
- 2001: Buffy – Im Bann der Dämonen (Fernsehserie)
- 2001: Sway (Kurzfilm)
- 2005: On Alert (Kurzfilm)
- 2008: The Abattoir (Kurzfilm)
- 2008: Deserted (Kurzfilm)
- 2008: Lost Way Home (Kurzfilm)
- 2009: Love: Entangled (Kurzfilm)
- 2009: Five Days in June (Kurzfilm)
- 2009: They Watch (Video)
- 2009: Paragon (Kurzfilm)
- 2009: Altered Design (Kurzfilm)
- 2010: Jeffie Was Here
- 2010: Footsteps
- 2010: The Cross (Kurzfilm)
- 2010: Lanrete (Video)
- 2010: In a Bad Place (Kurzfilm)
- 2011: L.A. Paranormal
- 2011: Kill Kitty Kill (Kurzfilm)
- 2011: Beneath the Top Hat (Kurzfilm)
- 2011: The Man Who Could Lift Pianos (Kurzfilm)
- 2012: After Life (Kurzfilm)
- 2012: Breaking News! (Kurzfilm)
- 2013: Mother (Kurzfilm)
- 2013: Where to, Mr. President (Kurzfilm)
- 2013: Then Again
- 2013: Criminal Minds (Fernsehserie)
- 2013: Little Reaper (Kurzfilm)
- 2014: 300: Rise of an Empire
- 2014: First Shot (Fernsehfilm)
- 2014: Sacrifice (Kurzfilm)
- 2014: Enhanced (Kurzfilm)
- 2016: The Work (Kurzfilm)
- 2016: Schatten der Leidenschaft (Fernsehserie)
- 2017: Bigger Than the Beatles
- 2019: Dolemite Is My Name
- 2021: Colin in Black & White (Miniserie)